# Hoplobatrachus
Hoplobatrachus är ett släkte av groddjur. Hoplobatrachus ingår i familjen Dicroglossidae.
Arter enligt Catalogue of Life:
- Hoplobatrachus crassus
- Hoplobatrachus occipitalis
- Hoplobatrachus rugulosus
- Hoplobatrachus tigerinus